# ジョリー・チャン
ジョリー・チャン（陳逸璇、Jolie Chan Yat-Suen, 1982年8月23日 - ）は、香港出身の歌手・女優・モデル。
本名は陳琬琪。芸名は陳苑淇。身長176cm、体重50kg。米国マサチューセッツ州タフツ大学卒業。

## 音楽作品

### アルバム
- 2004年8月：The Audience is listening
- 2004年11月：The Audience is listening（スペシャル版）（VCD含む）
- 2004年12月：聽我唱歌（中国版）（北京語歌曲「美麗的誤會」含む）
- 2006年1月：別錯過 Sun-Kissing

### 楽曲提供

#### 一般曲
- 2003年 合久必婚（合唱版）
- 2003年 The Color of the Night
- 2004年 終於知道
- 2004年 幸運水晶
- 2005年 瞬間看地球
- 2005年 瞬間看地球（dead can dance you can dance mix）
- 2005年 愛情時代
- 2005年 時代
- 2005年 別錯過（這世界）
- 2006年 家傳秘方
- 2006年 忍無可忍

#### 特別曲
- 2003年 愛你有多遠（北京語） - テレビドラマ『天涯追輯令』エンディング曲（未収録曲）
- 2004年 問題天天都多（カヴァー）
- 2004年 叱咤風雲（北京語） - テレビドラマ『刺虎』オープニング曲（未収録曲）
- 2004年 美麗的誤會（北京語） - テレビドラマ『刺虎』エンディング曲
- 2006年 時不予我（作詞:曰云 作曲:歐建星）（未収録曲）

## 出演作品

### 映画
- 2006年11月：『提防老千/罪有應得』Wise Guys Never Die - 小柔 役
- 2007年5月：『單身部落』Single Blog - Stephanie 役
- 2007年6月：『每當變幻時』Hooked On You - 鳳姐 役

### コンサート
- 2005年 ユニバーサルミュージック10周年コンサート

### テレビドラマ
- 2004年： 赤沙印記@四葉草.2 - 強敵（Ada） 役 [ゲスト出演]

### 単元ドラマ
- 2006年：『禁毒檔案單元六之迷失天使』 - Maggie 役

### MV
- 2002年 這麼遠 那麼近（ゲスト出演）
- 2003年 合久必婚?（合唱版）
- 2003年 The Colour of the Night
- 2004年 終於知道（TVB）
- 2004年 幸運水晶（TVB）
- 2004年 幸運水晶
- 2004年 任我行
- 2004年 任我行（劇場版）
- 2005年 Raindrops Keep Falling on My Head
- 2005年 瞬間看地球（TVB）
- 2005年 瞬間看地球
- 2005年 愛情時代（TVB8）
- 2005年 時代（TVB）
- 2005年 愛情時代
- 2005年 時代
- 2005年 別錯過（這世界）（TVB）
- 2005年 別錯過（這世界）
- 2006年 家傳秘方（TVB）童謠版
- 2006年 別錯過（這世界）（TVB）童謠版
- 2006年 忍無可忍（TVB）
- 2006年 忍無可忍

#### CM
- 2003年 マクドナルド（香港）
- 2003年 ユニバーサルミュージック中国語ベストアルバム『存為愛』（香港）
- 2003年 ユニバーサルミュージック英語ベストアルバム『Somewhere In Time』（香港）
- 2004年 東方紅関連産品（一般広告）（香港）
- 2004年 Miryoku Beauty Salon（一般広告）（香港）
- 2004年 DermaNew Skin Care（一般広告）（香港）
- 2004年 Neway Grand Open（香港）
- 2004年 香港赤十字会広告（ユニバーサルミュージック版）（香港）
- 2005年 サン・ミゲル（香港）
- 2006年 アルバム『別錯過 Sun-Kissing』プロモーション（香港）